# Menottes de bondage

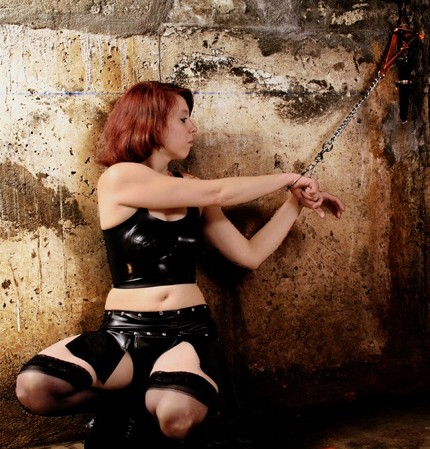

Les menottes de bondage sont des accessoires de contrainte conçus spécifiquement pour être utilisés dans des situations de bondage,. Comparées aux menottes classiques, ce type de menotte est plus large et se porte aussi bien aux poignets qu'aux chevilles. Les menottes de bondage sont généralement fabriquées en cuir et sont souvent rembourrées en cuir souple ou en fausse fourrure. Les menottes de bondage peuvent être fixées aux poignets et/ou aux chevilles par un mécanisme de verrouillage, une boucle ou un velcro. Les menottes sont fixées autour du poignet ou de la cheville, puis peuvent éventuellement être reliées l'une à l'autre et/ou à un autre objet.  
Les menottes de bondage peuvent être munies d'anneau en D ou de boucles auxquelles peuvent être attachées des sangles en nylon, des chaînes, des cordes ou d'autres types de sangle.   
Les menottes de bondage sont généralement fixées à chaque poignet et à chaque cheville, puis entre elles ou à d'autres objets en fonction de chaque jeu. Les menottes sont parfois utilisés conjointement à d’autres accessoires de contrainte, telles que les barres d'écartement. Il existe par ailleurs des barres d'écartement sur lesquelles sont directement fixées des menottes de bondage. 

## Mesures de sécurité
Les menottes de bondage sont conçues pour être plus sûres que les menottes classiques. Les menottes classiques ont pour but l’immobilisation et la prévention des évasions. Les menottes de bondage sont elles conçues pour assurer un maximum de confort et de sécurité. Le rembourrage est là pour réduire le risque de lésions nerveuses et d'autres blessures.   
Néanmoins, l'utilisation de menottes de bondage n'est pas sans risque : comme tout dispositif de contention, elles sont susceptibles de causer des blessures graves si elles sont mal utilisées ou que la personne menottée est laissée sans surveillance. Il est en particulier nécessaire d'éviter toute position pouvant causer une asphyxie posturale, de veiller à ne comprimer aucun nerf et de ne pas restreindre la circulation sanguine en serrant trop fort les menottes.  
Les menottes de bondage ordinaires ne sont pas conçues pour être supporter une charge importante (comme le poids d'une personne). Pour la pratique du bondage de suspension, des menottes de bondage spécialisées pour cet usage doivent être utilisées.  